# معالج كلمات

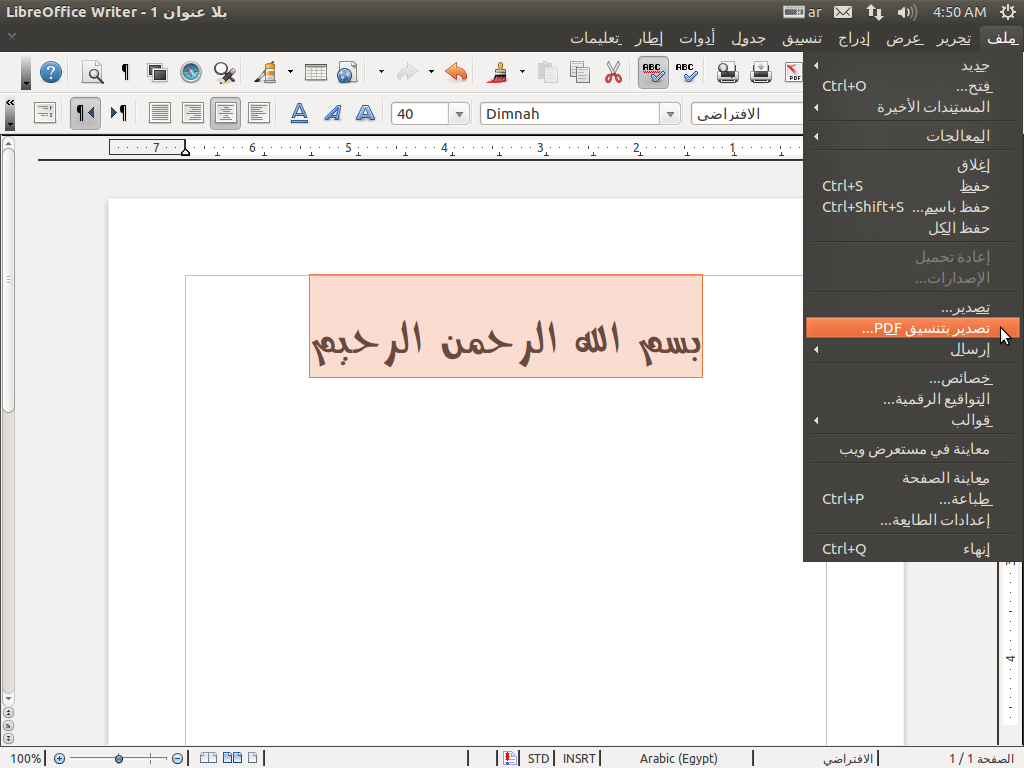
لقطة من معالج الكلمات ليبر أوفيس رايتر يعمل على منصة أبونتو

معالج الكلمات (بالإنجليزية: Word processor)‏ هو برنامج حاسوبي يُستخدم لإنتاج (بما في ذلك التحرير، التنسيق والطباعة إن أمكن) أي شكل من أشكال المواد القابلة للطباعة.
معالج الكلمات يمكن أن يشير أيضاً إلى شكل قديم من أشكال ماكينات المكتب كانت منتشرة بين السبيعنات والثمانينات، تتكون من لوحة مفاتيح ووظائف طباعة آلة كاتبة إلكترونية مع حاسوب مخصص لتحرير النصوص.

## الخصائص
يتميز معالج الكلمات بالقدرة على التحكم في النصوص والتوليد الآلي لـ:
- الرسائل باستخدام قوالب مخصصة وجاهزة للرسائل وقاعدة بيانات للعناوين.
- فهرسة الكلمات المفتاحية وأرقام الصفحات التي ترد فيها.
- جدول بالأقسام وعنوانينها وأرقام الصفحات (فهرس).
- جدول بالأشكال والصور المعروضة بالإضافة إلى اسم الشكل ورقم الصفحة التي ورد فيها.
- ترقيم هوامش الصفحات.

تشمل الخصائص الأخرى لمعالج الكلمات احتوائه على تصحيح إملائي ونحوي آلي للنص المكتوب وفي بعض الأحيان يحتوي البرنامج على معجم للمفردات (تمكن المستخدم من إيجاد مفردات للكلمات التي يكتبها).